# Löwenorden (Belgien)
Der Löwenorden wurde 1891 durch König Leopold II. von Belgien als Verdienstorden für den Kongo-Staat gestiftet. 1908 ging er in die Reihe der belgischen Orden über. Seit 1960 wird er nicht mehr verliehen.

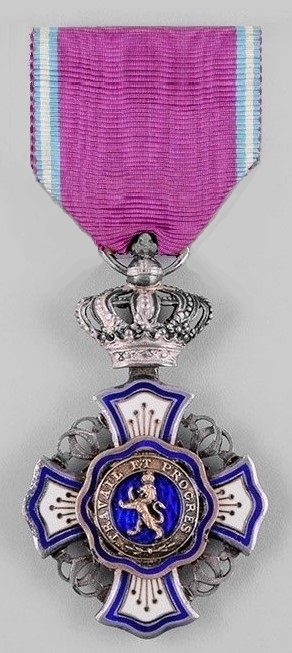
Ritterkreuz

## Ordensklassen
Der Orden besteht aus fünf Klassen sowie einer Verdienstmedaille in drei Stufen:
- Großkreuz
- Großoffizier
- Kommandeur
- Offizier
- Ritter
- Verdienstmedaille
  -  Gold
  -  Silber
  -  Bronze

## Ordensdekoration
Das Ordenszeichen ist ein weißemailliertes, blaugerändertes Kreuz aus Gold mit zwei ineinandergreifenden C (Congo) in den Kreuzwinkeln. Im blauemaillierten Medaillon ein goldener belgischer Löwe. Umlaufend die Inschrift TRAVAIL ET PROGRES (Arbeit und Fortschritt). Rückseitig die zwei verschlungenen Buchstaben  L S (Leopold Souverain).

## Trageweise
Das Großkreuz wird mit einer Schärpe von der linken Schulter zur rechten Hüfte getragen. Der achtstrahlige Bruststern ist bei der I. und II. Klasse identisch. Kommandeure tragen die Auszeichnung um den Hals, Offiziere und Ritter am Band auf der linken Brust. Bei Offizieren ist auf dem Band zusätzlich eine Rosette angebracht. Das Ordenszeichen der Ritter ist aus Silber.
Das Ordensband ist bläulich rot mit blaugelben Randstreifen.
Zu besonderen Anlässen kann das Großkreuz auch an einer goldenen Collane getragen werden. Diese besteht abwechselnd aus drei Gliedern und zeigt eine Königskrone, ein L mit einem verschlungenen S sowie ein Medaillon mit dem belgischen Löwen auf blauem Grund.